# 스리랑카의 정치
스리랑카는 단일 국가 다당제, 준대통령 대표 민주 공화국으로, 스리랑카의 대통령이 국가원수이자 정부수반이다. 행정권은 총리와 내각의 조언에 따라 대통령이 행사한다. 입법권은 국회에 있다. 사법부는 행정부와 입법부로부터 독립되어 있다.
1950년대 초반부터 스리랑카의 두 주요 정당은 수십 년 동안 사회민주주의 스리랑카 자유당과 자유주의 보수 통합국민당이었다. 그러나 최근에는 두 정당의 영향력이 크게 줄어들었다. 현재 두 개의 주요 정당은 스리랑카 포두자나 페라무나와 통일인민전선이며, 둘 다 이전 두 정당 중 하나에서 분리되었다. 다른 주목할만한 정당으로는 타밀 민족 동맹(Tamil National Alliance), 자나타 비묵티 페라무나 및 스리랑카 무슬림 의회가 있다.
이코노미스트 인텔리전스 유닛(Economist Intelligence Unit)은 2022년 스리랑카를 '결함이 있는 민주주의'로 평가했다.

## 행정부
5년 임기로 직접 선출되는 대통령은 국가 원수, 정부 수반, 군대 총사령관이다. 선거는 스리랑카의 조건부 투표 방식으로 진행된다. 헌법과 법률에 따라 의회에 책임을 지는 대통령은 대법원의 동의와 의회 3분의 2의 찬성으로 해임될 수 있다.
대통령은 의회를 책임지는 각료 내각을 임명하고 의장을 맡는다. 대통령의 대리인은 의회에서 여당을 이끄는 총리이다. 의회가 불신임 투표를 하려면 내각을 해산하고 대통령이 새 내각을 임명해야 한다.

## 같이 보기
- 스리랑카의 총리 목록